# Frohnbügel

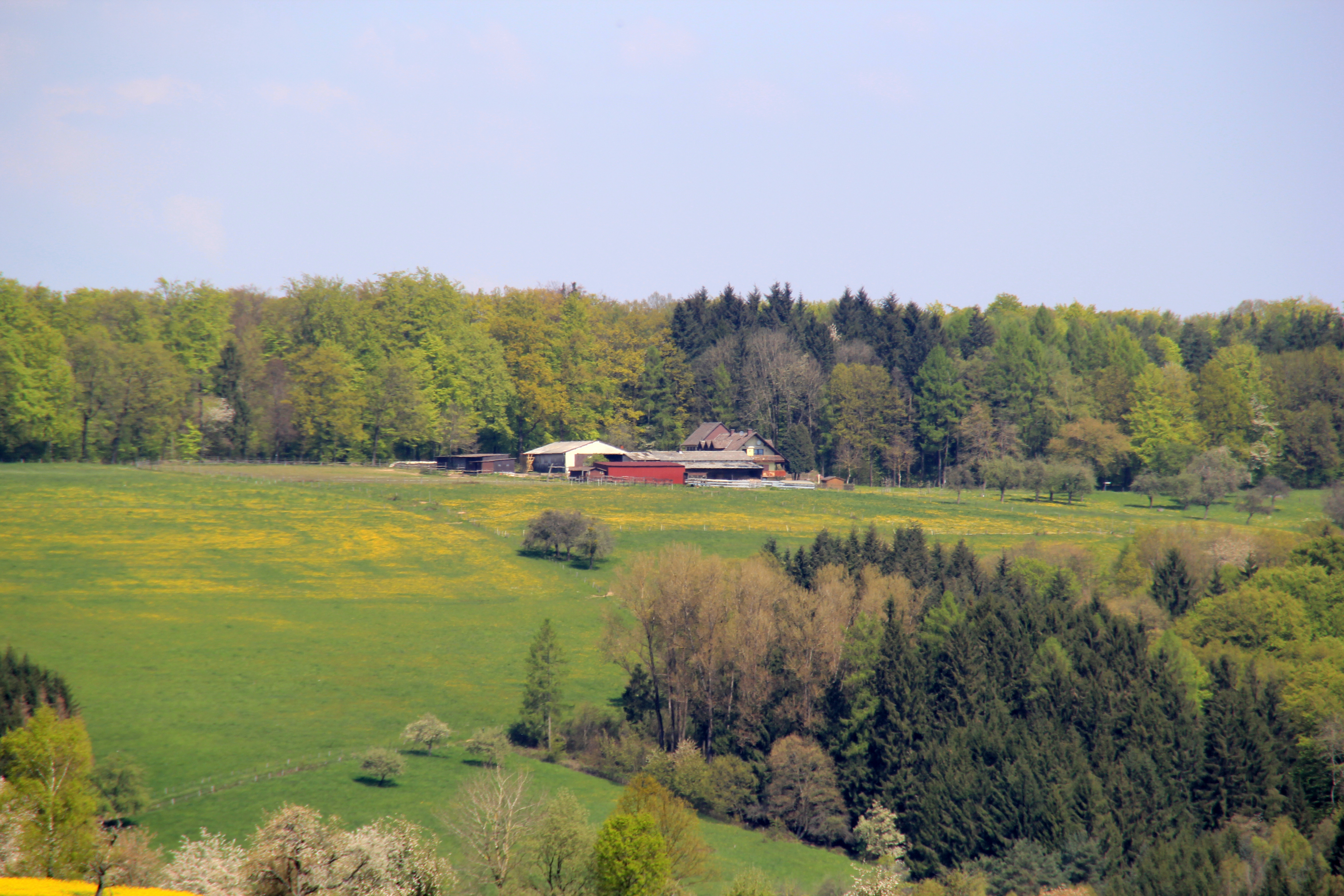
Frohnbügel von Süden

Frohnbügel ist ein Gemeindeteil der Gemeinde Geiselbach im unterfränkischen Landkreis Aschaffenburg in Bayern.

## Geographie
Der Hof liegt abgelegen und von Südosten schon aus der Ferne erkennbar an den Hängen des Teufelsgrundes, unmittelbar an der Landesgrenze zwischen Hessen (Gemarkung Neuses) und Bayern (Gemarkung Geiselbach), am Waldrand der Sölzert. Die Birkenhainer Straße, eine teilweise schon in römischer Zeit genutzte Handelsstraße, verläuft direkt am Hof entlang (zusammenfallend mit dem Spessartbogen-Fernwanderweg und bis 2019 dem Fränkischen Marienweg). Nordwestlich von Frohnbügel entspringt der Schnellmichbach. Im Westen erstrecken sich die Gipfel von Sölzertsberg (351 m) und Seiteberg (328 m), im Nordosten liegen die Heidköpfe (337 m).

## Geschichte
Im Jahre 1269 wurde der Hof mit der Herrschaft Geiselbach vom Mainzer Erzbischof an die Abtei Seligenstadt übergeben. Die Seligenstädter Klosterbrüder bewirtschafteten dann dieses Stück Land, das 1710 in den Besitz der Herren von Boyneburg wechselte und an Barthel Stenger aus Geiselbach verpachtet wurde (Ackerland und Schäferei).
Seit 1905 befindet sich in dem Hof eine Gaststätte, die auf 335 m ü. NN liegt. Historische Postkarten von 1914 weisen den Frohnbügel als „Kurort“ aus; die ersten Gastwirte Georg Adam und Katharina Heßler warben mit „selbstgekeltertem Apfelwein“ und einer „Milchkur“.

## Name
Der Name Frohnbügel besteht aus den mittelhochdeutschen Wörtern frô, das Herr bedeutet und buohel für Hügel. Es bedeutet also frei übersetzt Herrenhügel, auf dem wohl das Gehöft steht. Die gleiche Namenswurzel steckt auch im naheliegenden Fronhofen.

## Hochwaldbestand
Vor dem Gasthaus (auf bayerischer Seite) liegt (auf hessischer Seite) der 1797 angelegte Freigerichter Hochwald mit Mittelwaldrelikten.